# Mangarinus waterousi
Mangarinus waterousi är en fiskart som beskrevs av Herre, 1943. Mangarinus waterousi ingår i släktet Mangarinus och familjen smörbultsfiskar. IUCN kategoriserar arten globalt som otillräckligt studerad. Inga underarter finns listade i Catalogue of Life.